# Хадри, Энвер
Энвер Хадри (алб. Enver Hadri, 1941, Печ — 25 февраля 1990, Брюссель) — косовско-албанский правозащитник. С 1972 году он жил и работал в Брюсселе, основатель Комитета по правам человека в Косово. 25 февраля 1990 года был убит в Брюсселе, когда он остановился на светофоре, тремя сербами — сотрудниками Государственной службы безопасности Югославии (UDBA).
Убийцами были Андрия Лаконич, Веселин Вукотич и Дарко Ашанин. Лаконич был убит в Сербии Вукотичем вскоре после убийства Хадри, в то время как Ашанин был впервые арестован в Греции, откуда его должны были направить бельгийским властям, но, после вмешательства греческого министра юстиции, он был доставлен в Сербию. В этом же году он был убит в Сербии. Веселин Вукотич был арестован в Испании в 2006 году. По данным испанской полиции, у Вукотича, в дополнение к убийству Энвера Хадри, также были компрометирующие документы на бывшего президента Югославии Слободана Милошевича по поводу многочисленных убийств. В апреле 2003 года защищённый свидетель обвинения трибунала ООН заявил на суде Милошевича в Гааге, что он работал на спецслужбы Югославии, и что Вукотич однажды признался в убийстве Хадри. Защищённый свидетель, дававший показания через тонированное стекло, сказал: Вукотич «рассказал мне о ликвидации албанцев по всей Европе». Он сделал это по приказу югославской секретной службы. Наконец, он вспомнил о том, что он убил Хадри.

## Награды
В 2006 году президент Республики Косово доктор Ибрагим Ругова посмертно наградил Энвера Хадри Золотым орденом героя Косово «за вклад в свободу и независимость Косово».

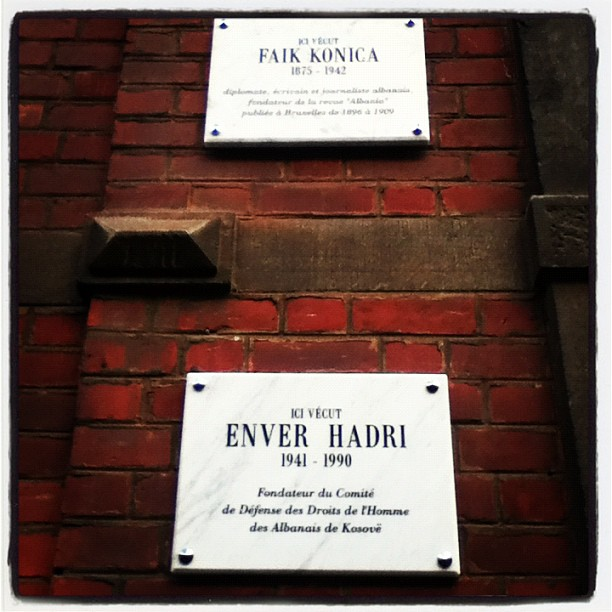
Мемориальная доска — Rue d’Albanie 23

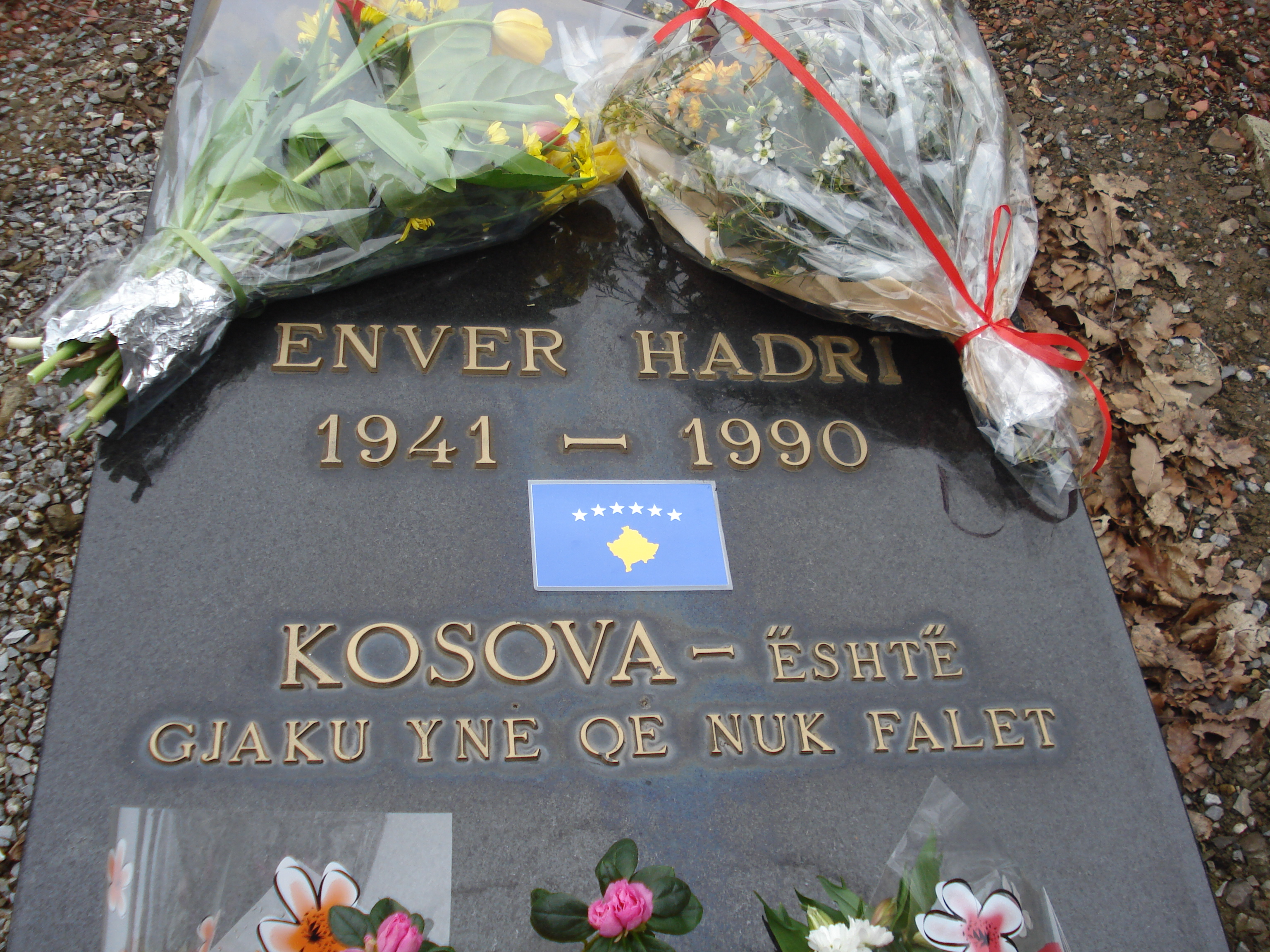
Могила с фразой «Косово — это наша непрощённая кровь»

## Примечания

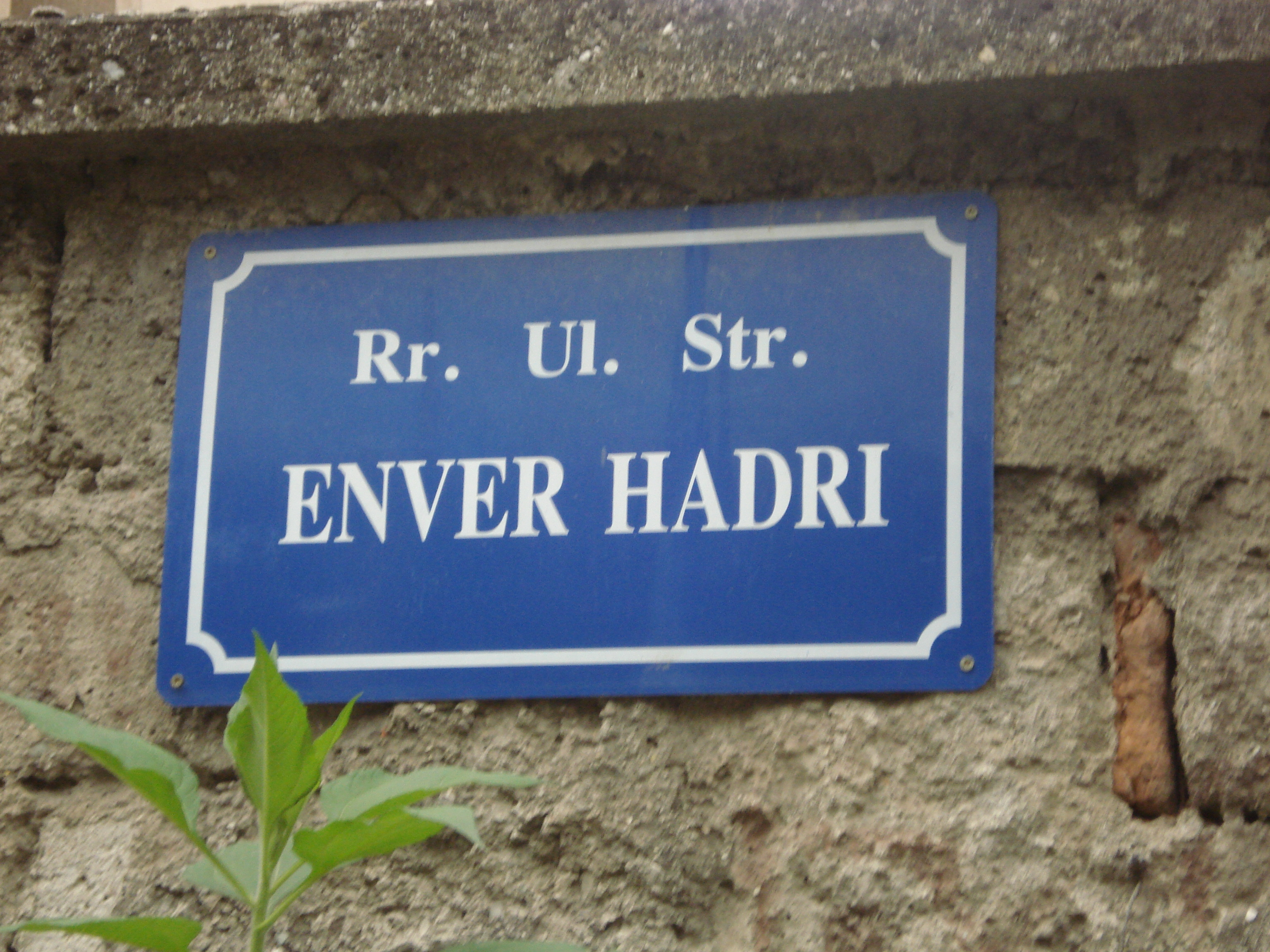
Улица Энвера Хадри в городе Печ, Косово